# Pine Hill (Nova Jersey)
Pine Hill és una població dels Estats Units a l'estat de Nova Jersey. Segons el cens del 2006 tenia 11.275 habitants.

## Demografia
Segons el cens del 2000, Pine Hill tenia 10.880 habitants, 4.214 habitatges, i 2.743 famílies. La densitat de població era de 1.068,9 habitants/km².
Dels 4.214 habitatges en un 35,5% hi vivien nens de menys de 18 anys, en un 42,9% hi vivien parelles casades, en un 16,9% dones solteres, i en un 34,9% no eren unitats familiars. En el 27,8% dels habitatges hi vivien persones soles el 7,8% de les quals corresponia a persones de 65 anys o més que vivien soles. El nombre mitjà de persones vivint en cada habitatge era de 2,58 i el nombre mitjà de persones que vivien en cada família era de 3,18.
Per edats la població es repartia de la següent manera: un 27,2% tenia menys de 18 anys, un 9,2% entre 18 i 24, un 34,9% entre 25 i 44, un 20,2% de 45 a 60 i un 8,5% 65 anys o més.
L'edat mediana era de 33 anys. Per cada 100 dones de 18 o més anys hi havia 85,8 homes.
La renda mediana per habitatge era de 42.035 $ i la renda mediana per família de 50.040 $. Els homes tenien una renda mediana de 36.277 $ mentre que les dones 29.826 $. La renda per capita de la població era de 18.613 $. Aproximadament el 5,9% de les famílies i el 7,1% de la població estaven per davall del llindar de pobresa.

## Poblacions més properes
El següent diagrama mostra les poblacions més properes.